# Conservatorismo liberale
Il conservatorismo liberale è una variante del conservatorismo che comprende posizioni liberali in campo economico, talvolta liberiste pure, ed etico-sociale. 
Suoi capisaldi sono la difesa della proprietà privata, del libero mercato, dell'importanza nella società della famiglia, di uno Stato sociale limitato, della democrazia, di una spesa pubblica ridotta e di servizi pubblici limitati, con frequenti aperture su alcuni diritti civili. Tali caratteristiche lo rendono quindi diverso da quello di stampo nazionale.
È un'ideologia che incorpora la visione classico-liberale dell'interventismo economico, secondo cui gli individui dovrebbero essere liberi di partecipare al mercato e generare ricchezza senza l'interferenza del governo. Esiste anche una tendenza del liberalismo, il liberalismo conservatore, che tende ad essere strettamente collegata con l'idea economica di liberismo e che quindi si colloca su un versante conservatore all'interno del movimento liberale: le due tendenze non vanno comunque confuse dato che, se la prima è parte del movimento conservatore, la seconda è pieno diritto nel liberalismo.
In origine, i liberal conservatori sono stati portatori di una visione meno tradizionalista e, contemporaneamente, meno scettica del libero mercato rispetto a quella del cristianesimo democratico. A seguito del processo di secolarizzazione, tuttavia, numerosi partiti democristiani europei hanno assunto una postura liberal conservatrice, mentre alcuni soggetti liberali dell'Europa settentrionale si sono avvicinati a posizioni maggiormente "sociali" in campo economico. Questi valori sono espressi e garantiti dal centro-destra del Partito Popolare Europeo. In Italia i principali soggetti ad esso ispirati sono Forza Italia, Noi Moderati, e in una certa misura Fratelli d'Italia. A livello culturale contribuiscono la "Fondazione Magna Carta" e l'Occidentale.
Un caso particolare riguarda gli Stati Uniti, dove i liberal conservatori utilizzano il termine conservative mentre il termine liberal è utilizzato in riferimento a quella concezione progressista dalle caratteristiche simili alla socialdemocrazia europea contemporanea. Il conservatorismo americano, precisamente, combina l'individualismo economico dei liberali classici con una forma di conservatorismo alla Edmund Burke, che ne è diventato parte con contributo di pensatori quali Friedrich von Hayek, Frank Meyer, Milton Friedman, Russell Kirk, William Buckley, Barry Goldwater.